# Катастрофа DC-7 близ Александровского архипелага
Катастрофа DC-7 близ Александровского архипелага — авиационная катастрофа пассажирского самолёта Douglas DC-7CF авиакомпании Northwest Airlines, произошедшая в понедельник 3 июня 1963 года в северной части Тихого океана к юго-западу от архипелага Александра, при этом погиб 101 человек.

## Самолёт
Douglas DC-7CF с заводским номером 45209 и серийным 861 был выпущен 19 августа 1957 года. Авиалайнер получил бортовой номер N290 и поступил к заказчику — американской авиакомпании Northwest Airlines (сама она себя в рекламе называла Northwest Orient Airlines). Его четыре силовые установки состояли из 18-цилиндровых двигателей Wright R-3350 988TC18-EA4 и воздушных винтов Hamilton Standard 34E60. Последнее техобслуживание самолёта (в Миннеаполисе) проводилось за 7 с половиной часов до катастрофы, а последний крупный ремонт был за 379 часов до катастрофы. Общая наработка борта N290 составляла 17 418 лётных часов. Обслуживание и эксплуатация машины выполнялась в соответствии с установленными правилами и процедурами.

## Экипаж
Командир воздушного судна —  Альберт Ф. Олсен (англ. Albert F. Olsen), 54 года, 27 февраля 1956 года получил сертификат авиакомпании на пилота многомоторных самолётов, был квалифицирован для полётов на DC-3, -4, -6, -7, Boeing 377 и Lockheed Constellation. В связи с дальнозоркостью носил очки. Общий налёт составлял 15 465 часов, из них 3665 часов на DC-7, включая 239 часов за последние 90 дней.
Второй пилот — Дональд Р. Венгер (англ. Donald R. Wenger), 41 год, 13 ноября 1962 года получил сертификат авиакомпании на пилота многомоторных самолётов, был квалифицирован для полётов на DC-3, -4, -6, -7 и одномоторных самолётах. При этом имел квалификацию командира DC-7. Также 5 мая 1961 года получил квалификацию бортинженера. Общий налёт составлял 11 489 часов, из них 635 часов на DC-7.
Бортинженер — Кеннет А. Ларсон (англ. Kenneth A. Larson), 47 лет, 9 ноября 1953 года получил сертификат авиакомпании на бортинженера, а ранее 13 января 1949 года — сертификат авиатехника по осмотру самолёта и авиадвигателей. По медицинским показаниям носил очки, а также дополнительно ещё одну пару для корректировки зрения. Общий налёт составлял 7700 часов, из них 1431 час на DC-7.
В салоне работали старший стюард Дональд К. Шаап (англ. Donald K. Schaap) и стюардессы Джоан В. Моррис (англ. Joan V. Morris) и Патрисия Л. Моран (англ. Patricia L. Moran), которые имели необходимую подготовку.

## Катастрофа
Авиалайнер был зафрахтован Военно-воздушной транспортной службой и должен был выполнять пассажирский рейс NW293 с авиабазы Маккорд (штат Вашингтон) на авиабазу Эльмендорф (штат Аляска) по перевозке военных, служащих Министерства обороны и работников Красного Креста. Самолёт вылетел из Миннеаполиса и в 13:00 приземлился в Маккорде. Экипаж доложил, что по самолёту нет никаких замечаний и он готов к полёту. Последнее периодическое обслуживание борт N290 прошёл за день до этого, 2 июня 1963 года.
Диспетчер изучил прогноз погоды на маршруте, также копия этих документов была передана командиру самолёта. Согласно прогнозу, восточнее Аннета находился фронт окклюзии, близ которого ожидалась средняя турбулентность до высоты 22 тысячи футов (6,7 км), а у западной границы — обледенение и небольшой дождь. Облачность ожидалась различных типов и на нескольких высотах: на одной—двух тысячах футов и на 18—22 тысячах футов. В северной части маршрута ожидалось повышение облачности. На основании этих данных, был выбран эшелон полёта 14 тысяч футов (4,3 км), что позволяло выполнять полёт между слоями облачности при относительно небольшом наддуве фюзеляжа без снижения комфорта пассажиров. Последнее связано с тем, что при использовании наддува фюзеляжа воздух для этого отбирается из двигателей, тем самым чуть снижая их эффективность. В случае уменьшения давления наддува, воздуха уже надо меньше, а значит и двигатели работают более эффективно. Выбранная высота полёта полностью удовлетворяла экипаж, так как была минимальной для выполнения комфортного полёта в прогнозируемых погодных условиях, а значит позволяла снизить мощность двигателей. Информация о прогнозе погоды от гражданского диспетчера была получена командиром экипажа в 13:15 и затем была обсуждена с диспетчером в ходе короткой беседы. В 15:34 был получен прогноз погоды на маршруте уже от военного диспетчера на авиабазе Маккорд, при этом данный прогноз включал в себя и информацию о погоде от Канадского министерства транспорта. Новый прогноз погоды был схожим с предыдущим, поэтому экипаж подтвердил своё решение о выполнении полёта на высоте 14 тысяч футов.
По окончательному плану, полёт из Маккорда в Эльмендорф должен был проходить под радиолокационным контролем на высоте 14 тысяч футов через воздушные коридоры Victor 287, Victor 9, Amber 1, 1310 (контрольная область) и Victor 440. Расчётная продолжительность полёта составляла 5 часов 26 минут, при этом в баки залили 23 тысячи фунтов топлива из расчёта на продолжительность полёта 7 часов 45 минут. Всего на борту находились 95 пассажиров, 4103 фунта багажа и 6 членов экипажа. Другой груз на борту отсутствовал. Вес авиалайнера составлял 123 171 фунт при максимально допустимом 127 558 фунтов, а центровка составляла 28,9 % САХ при допуске от 17,2 до 32,5 % САХ, то есть не выходила за пределы. Командир, второй пилот и бортинженер находились на своих местах, при этом, со слов очевидцев, выглядели и чувствовали себя перед взлётом хорошо.
Технический персонал Northwest Airlines выполнил необходимую техническую проверку самолёта на предмет утечек топлива и масла, а также комплектацию средств спасения, включая спасательные жилеты, плоты и аварийный радиопередатчик. Проверку самолёта, включая осмотр салона и багажного отделения, выполнил и персонал авиабазы, при этом никаких замечаний не было. Экспертиза вещей и багажа пассажиров не проводилась.
По плану взлёт должен был быть в 15:32, но рейс 293 вылетел в 15:20, то есть более чем на 10 минут раньше. При этом очевидцы не заметили ничего необычного, а экипаж не сообщал о каких-либо проблемах. В 15:52 была достигнута высота 14 тысяч футов. Далее экипаж в соответствии с планом сообщал о прохождении контрольных точек. В 18:07 с самолёта доложили о прохождении Аннет в 18:06 на высоте 14 тысяч футов и расчётном прохождении Ситки в 18:37, после чего, не называя причину, попросили разрешение подняться до высоты 18 тысяч футов. Это было последнее известное радиосообщение с рейса 293. Диспетчер в Сэндспите (Британская Колумбия, Канада) запретил пока подъём, так как на 18 тысячах футов в это время находился рейс 5 авиакомпании Pacific Northern Airlines (PNA), который должен был пройти Аннет в 18:06. Но экипаж рейса 293 не подтвердил получение информации. В 18:09 диспетчер попытался вызвать рейс 293, чтобы дать ему разрешение подняться пока до 16 тысяч футов, а когда это не удалось, то связался с рейсом PNA-5 и попросил его передать эту команду рейсу 293. Однако все попытки вызвать рейс 293 оказались безуспешны.
Со слов командира рейса 5, который прошёл Аннет в 18:06 на высоте 18 тысяч футов, сперва они летели на высоте 16 тысяч футов, но вскоре заметили признаки обледенения, поэтому с разрешения диспетчера на участке от Порт-Харди до Сэндспита они поднялись на пару тысяч футов выше. Также в районе Аннет самолёт столкнулся с сильной турбулентностью и осадками, которые глушили радиосвязь. В 19:16 (11:16 PST) диспетчерский центр в Анкоридже получил сообщение об исчезновении самолёта. Расчётное время посадки рейса 293 на базе Эльмендорф (Анкоридж) было 20:58, а топливо по расчётам должно было закончиться в 23:17. В 19:35 оператор авиакомпании Northwest Airlines объявил чрезвычайную ситуацию, поэтому американские ВВС, береговая охрана США и Канадские Королевские ВВС начали морские и воздушные поиски, которые сосредоточили в районе, где находился самолёт во время последнего радиообмена с землёй. В поисках приняло участие и находящееся в данном районе японское судно Hosel Maru. В 03:22 4 июня канадский военный самолёт обнаружил плавающую на воде кучу мусора в точке 54°21′ с. ш. 134°39′ з. д., что в 35 морских милях западнее аэропорта Аннет и левее контрольной области 1310. Мусор состоял из ненадутых плотов, одежды, личных вещей и частей самолёта. Выживших обнаружить не удалось. Все 95 пассажиров и 6 членов экипажа погибли. Вплоть по настоящее время по числу жертв эта катастрофа занимает второе место в истории самолётов Douglas DC-7 и четвёртое среди авиакатастроф в открытых водах Тихого океана.

## Расследование
Первым из судов в данный район прибыло Hosel Maru, после чего спущенные с неё лодки обнаружили отдельные документы и вещи пассажиров. Проанализировав местонахождение обломков, установили, что их дрейф происходит в северо-восточном направлении со скоростью 0,98 узлов. Всего было поднято 1300 фунтов вещей и отдельные фрагменты тел, но идентификацию личности по ним провести не удалось. Все обнаруженные и извлечённые из воды вещи и предметы были доставлены в Аннет-Айленд (Аляска). В основном это были элементы пассажирского салона, включая спинки сидений, и неиспользованное спасательное оборудование. Глубина в месте катастрофы составляла 8 тысяч футов (2,4 км). 7 июля в 04:00 поиски обломков были прекращены. Самолёты ещё некоторое время периодически осматривали акваторию в данном районе, однако больше обломков обнаружить не удалось.
Были найдены и три ремня безопасности, которые оказались застёгнуты. Обнаруженная одежда была сильно повреждена, а некоторые вещи оказались разодраны в клочья, хотя при этом были застёгнуты. Фрагментов тел обнаружить на одежде не удалось, но зато в ней обнаружили отдельные обломки отделки салона. Признаков пожара или взрыва в полёте не было. Также в данном районе не проводилось никаких стрельб или запусков ракет.
По имеющимся документам, самолет был полностью исправен, а его вес и центровка находились в допустимых пределах. Экипаж был квалифицированным, и этот полёт был для него обычной рутиной. В радиопереговорах с диспетчером ни о каких проблемах на борту не сообщалось. То, что при прохождении Аннет-Айленда экипаж запросил увеличение высоты на четыре тысячи футов (с 14 до 18 тысяч футов), можно объяснить желанием выйти из зоны турбулентности, так как снижение тряски требовалось для облегчения разноски блюд по салону (еда обычно готовится спустя 2—2½ часа после вылета). Когда диспетчер в Сэндспите отказал в занятии высоты 18 тысяч футов, так как на ней находился рейс 5, то связь уже пропала. Этот сбой связи можно объяснить помехой от осадков в районе аэропорта. Исходя из местонахождения обломков и последней сообщённой с самолёта скорости полёта, лайнер после последнего радиосообщения на землю находился в воздухе ещё 5—9 минут. К тому же из-за помех пилоты могли неверно определить своё местонахождение, при этом погрешность могла достигать 10 морских миль (18,5 км).
Спасательные средства были упакованы, то есть ситуация развивалась настолько быстро, что их не успели использовать. При этом судя по повреждениям отделки салона, а также тому, что самолёт разлетелся на мелкие обломки, машина врезалась в воду под крутым углом на высокой скорости и почти в перевёрнутом положении, после чего быстро затонула. Следов пожара или взрыва на борту найти не удалось.

### Причины
Из-за отсутствия каких-либо улик комиссия Совета по гражданской авиации была вынуждена признать, что не может установить причину катастрофы.

## Происшествие с DC-7 в бухте Ситка
Похожая авария произошла 22 октября 1962 года, то есть за семь месяцев до этой катастрофы, при этом оба происшествия почти полностью совпали по ряду деталей. Douglas DC-7CF компании Northwest Airlines, но борт N285, выполнял точно такой же рейс 293 с авиабазы Маккорд на авиабазу Эльмендорф, а на его борту находились 95 пассажиров и 7 членов экипажа. Полёт проходил на высоте 20 тысяч футов. Затем спустя 3 часа с момента взлёта на втором двигателе (внутренний левый) вдруг пропала сила тяги, после чего воздушный винт этого двигателя развил частоту вращения выше допустимого. В сложившейся ситуации пилоты перевели самолёт в быстрое снижение, а затем совершили успешное приводнение в бухте Ситка (Аляска), при этом никто из 102 человек на борту не погиб. По заключению комиссии, причиной происшествия стал технический отказ во втором двигателе. Есть некоторая вероятность, что на борту N290 также произошёл отказ одного из двигателей, после чего самолёт вышел из-под контроля экипажа.

### Комментарии
1. ↑  Здесь и далее указано Среднее время по Гринвичу (GMT).